# Хамидова, Наврат Хамидовна
Наврат Хамидовна Хамидова (родилась 15 февраля 1988; с. Ибрагимотар, Тляратинский район, Дагестанская АССР, РСФСР, СССР) — российская регбистка, нападающая клуба «Ростов-ДГТУ».

## Биография

### Клубная карьера
Ранее занималась лёгкой атлетикой (бег на 100 и 200 м), тренируясь в Махачкале. Позднее перешла в регби, играла за Краснодарский регбийный клуб ЦСП № 4, выступает за РК «Кубань».

### Карьера в сборной
Наврат Хамидова вошла в «команду года по регби-7» по версии международного сайта о женском регбиscrumqueens.com, также претендовала на звание лучшего игрока женской Мировой Серии по регби-7, но проиграла в этом споре австралийке Эмили Черри. Выиграла международный турнир в Афинах. Турнир в столице Греции проходил с 24 по 25 марта 2014 года.

### Личная жизнь
Есть младшая сестра Байзат Хамидова, также регбистка.